# Mšice bavlníková
Mšice bavlníková (Aphis gossypii) nebo také mšice tulipánová je druh mšice. Je to celosvětově rozšířený škůdce (včetně České republiky), který se živí na zemědělských plodinách čeledí tykvovité, routovité a slézovité. Jedná se o polyfágní druh, který přezimovává ve sklenících.

## Rozmnožování
V příznivých teplotních podmínkách, 26–28 °C, může mít až padesát generací za rok. V přírodě však obvykle dvě až tři generace.

## Poddruhy
- poddruh Aphis gossypii capsellae Kaltenbach, 1843
- poddruh Aphis gossypii gossypii Glover, 1877[1]

## Galerie

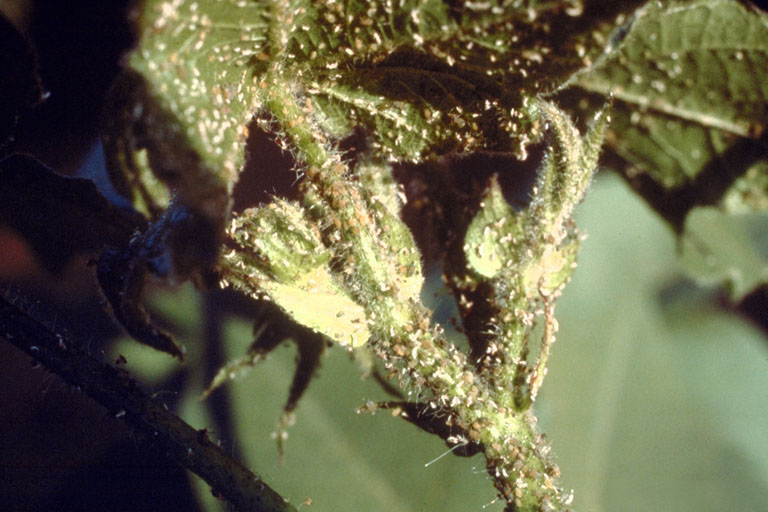
Bavlník poškozený mšicí bavlníkovou